# 蒲國倫
蒲國倫（2001年8月9日—）是臺灣男子籃球運動員，場上主打前鋒位置，現效力於超級籃球聯賽裕隆集團。蒲國倫來自三民家商，曾經因為違反隊規遭到教練謝玉娟退隊，在寫了悔過書之後才得以回歸球隊，高中總計讀了四年，大學進入一三七體系的義守大學。2022年夏天入選中華培訓隊參加BE HEROES籃球經典賽與跨聯盟籃球邀請賽。2024年8月在超級籃球聯賽新人選秀會第二輪被裕隆納智捷選中。

## 外部連結
- 蒲國倫在fiba3x3.com（英语）
- 蒲國倫在超級籃球聯賽官網
- 蒲國倫在Eurobasket.com（球員）（英语）
- 蒲國倫在Flashscore（英语）